# Roy Dyke
Roy Dyke (Liverpool, 13 februari 1945) is een Britse drummer en arrangeur.

## Biografie
Dyke werkte aanvankelijk bij The Remo Four en Ashton, Gardner & Dyke. Daarna speelde hij bij Badger met Tony Kaye. Hij trouwde met Stacia Blake, die een danseres was bij Hawkwind. Hij vergezelde ook Axel Zwingenberger. In de jaren 1980 verhuisde Dyke naar Hamburg, waar hij speelde met Bauer, Garn & Dyke en met Achim Reichel. Van 1984 tot 1997 was hij de drummer van de r&b-band B. Sharp en maakt sindsdien deel uit van Boogie House.

## Discografie
met The Remo Four
- 1966: Smile! (1966)
- 1973: Attention (1973)

met George Harrison
- 1968: Wonderwall Music

met Ashton, Gardner & Dyke
- 1969: Ashton Gardner and Dyke
- 1970: The Worst of Ashton, Gardner + Dyke
- 1972: What a Bloody Long Day It's Been
- 1973: Last Rebel
- 2001: Let it Roll: Live on Stage 1971

met Badger
- 1973: One Live Badger
- 1974: White Lady

met Pat Travers
- 1976: Pat Travers
- 2005: Four Play

met Bauer, Garn & Dyke
- 1979: Sturmfrei
- 1982: Himmel, Arsch & Zwirn

met Achim Reichel
- 1979: Heiße Scheibe
- 1991: Ungeschminkt

met B.Sharp
- 1982: B.Sharp
- 1983: You’re Making Me Mad
- 1991: Here Come the Blues Again

Verdere bands
- 1973: Family It's Only a Movie
- 1973: Curtiss Maldoon Maldoon
- 1973: Medicine Head One and One is One
- 1974: Chris Barber Drat that Frattle Rat
- 1979: Axel Zwingenberger Powerhouse Boogie
- 2003: Boogie House Cotton Club Jam (live)